# Margherita Antonelli
Margherita Antonelli (Milano, 22 maggio 1963) è un'attrice e comica italiana.

## Biografia
Margherita Antonelli esordisce a Zelig - Facciamo cabaret nel 1998 ed a Cielito lindo dove interpreta il personaggio di una donna delle pulizie.
Partecipa successivamente a Quelli che il calcio ed è co-protagonista del film Ravanello Pallido. Prende parte a due edizioni di Colorado Cafè.
Interpreta un personaggio anche nella fiction Un ciclone in famiglia.
Nel 2015 pubblica il romanzo Il vestito della sposa.
È entrata a far parte del consiglio comunale di Abbiategrasso nel 2016.

## Teatrografia
- Zelig Women in Laugh
- Sofia, Ombretta e tante altre di e con Margherita Antonelli
- Le relazioni più o meno pericolose con F. Foti
- Sofia Matuonto, la vita, le opere di M. Antonelli, regia di R. Piferi - debutto allo Zelig di Milano
- Cadò, di e con M. Antonelli, regia di U. Ferrari
- Dr. Amma di e con M. Antonelli e M. Lembi
- L'arca di Noè, Teatro alla Scala di Milano
- Peer Gynt di Ibsen, Teatro degli Incamminati
- Trio di Kado Kostzer, regia di M. Spreafico
- Gli uccelli di Aristofane, regia di Kuniaki Ida
- Secondo Orfea. Quando l'amore fa miracoli di Margherita Antonelli e Marco Amato, con Margherita Antonelli
- Luci alle Stelle regia di Marzia Guardamagna

## Programmi TV
- Kalispèra - Canale 5
- Colorado (2004; 2013)
- Quelli che il calcio
- Zelig
- Facciamo Cabaret
- Cielito lindo - Rai 3
- Tivvù Cumprà - Rai 3
- Gioco da Ragazzi - DeaKids [6]

## Radio
- Da dove chiama? - Rai Radio Due
- Magic Market - Rai Radio Due
- Ho i miei buoni motivi - Rai Radio Due

## Filmografia

### Cinema
- Ravanello pallido (2001)
- Tre uomini e una gamba (1997)

### Televisione
- Un ciclone in famiglia